# Elberta (Michigan)
Elberta é uma vila localizada no estado americano de Michigan, no Condado de Benzie.

## Demografia
Segundo o censo americano de 2000, a sua população era de 457 habitantes.
Em 2006, foi estimada uma população de 449, um decréscimo de 8 (-1.8%).

## Geografia
De acordo com o United States Census Bureau tem uma área de
2,5 km², dos quais 1,9 km² cobertos por terra e 0,6 km² cobertos por água. Elberta localiza-se a aproximadamente 180 m acima do nível do mar.

## Localidades na vizinhança
O diagrama seguinte representa as localidades num raio de 24 km ao redor de Elberta.